# 48422 Шраде
48422 Шраде (48422 Schrade) — астероїд головного поясу, відкритий 3 листопада 1988 року.
Тіссеранів параметр щодо Юпітера — 3,562.